# De Harmonie (Groningen)

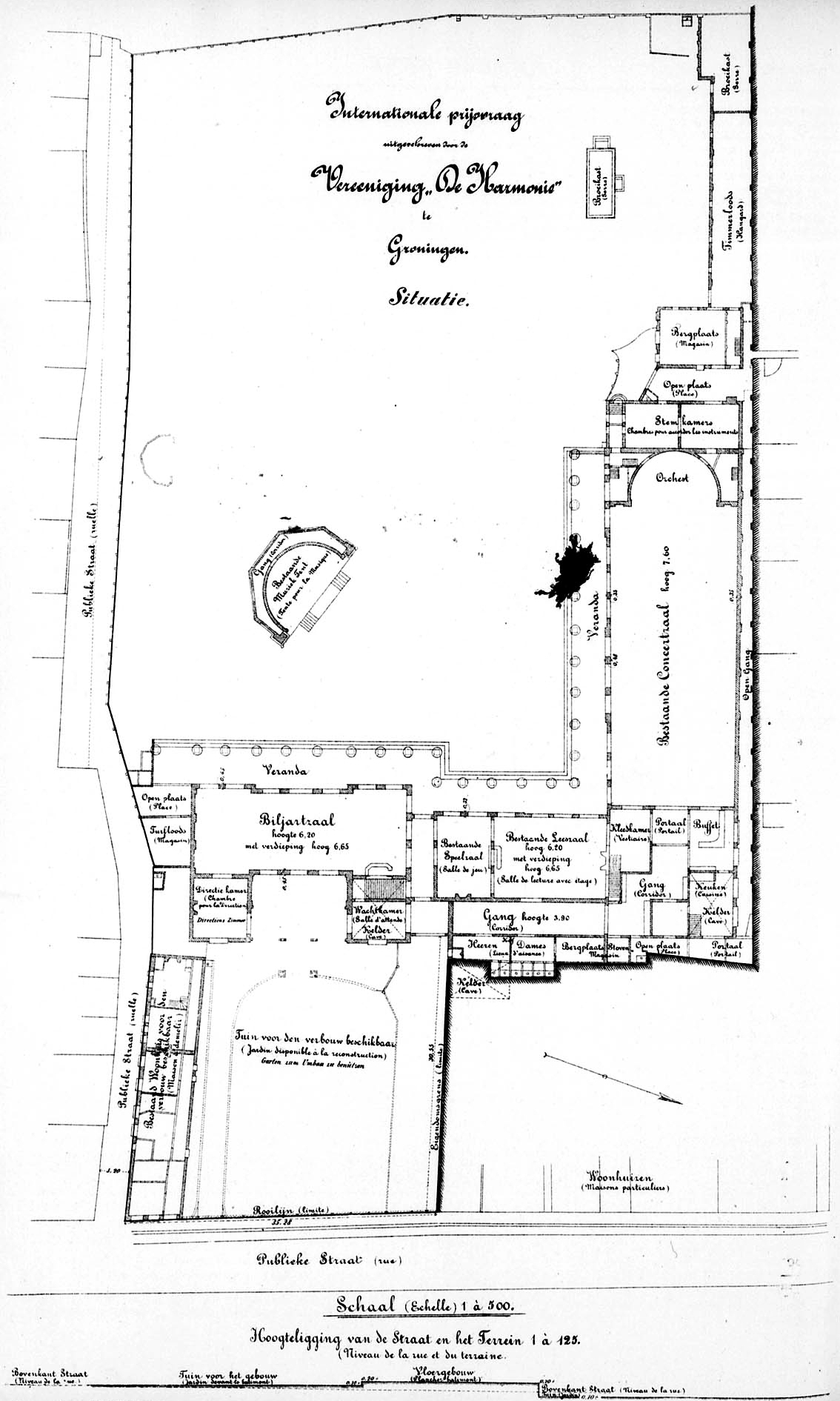
Situatieschets van De Harmonie en omgeving in 1884, gepubliceerd in het architectuurtijdschrift De Opmerker ter gelegenheid van een prijsvraag voor de voorgenomen verbouwing van het pand.

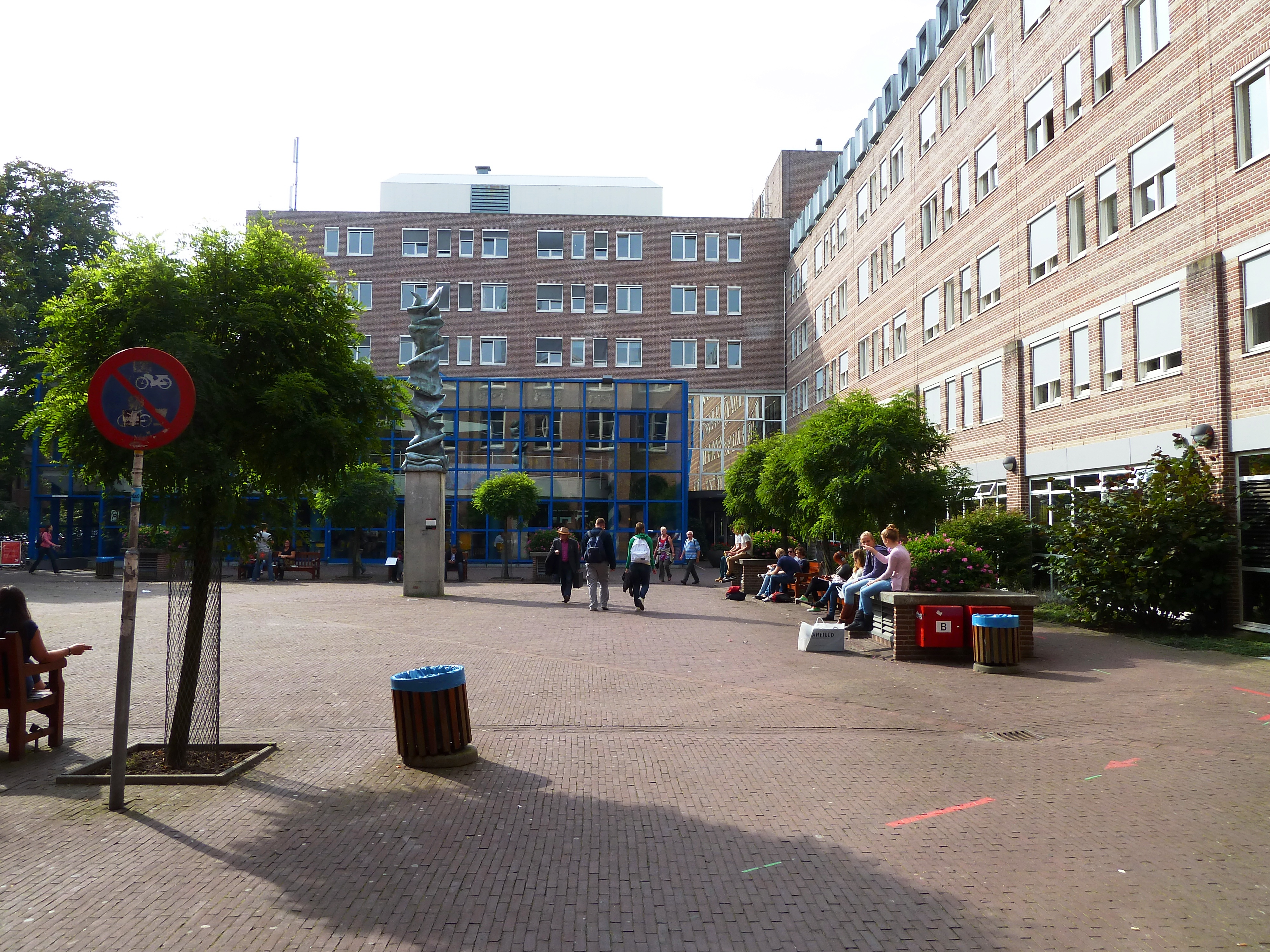
Middenplein. Achter de blauwe kozijnen de kantine, rechts daarvan de hoofdingang van het complex. (2010)

Vereeniging of Sociëteit De Harmonie was een cultureel complex aan de Oude Kijk in 't Jatstraat in de stad Groningen. Tegenwoordig is het de benaming voor het universiteitscomplex dat op dezelfde plek werd gebouwd. De sociëteit bestaat nog steeds en behoort tot de oudste verenigingen van de provincie, opgericht in 1840. Sinds 1967 is ze gehuisvest in een nieuw pand, Kreupelstraat 10 te Groningen, met een biljartzaal, een grote concert/bridgezaal en diverse vergaderruimtes. De restanten van het oorspronkelijke pand zijn een gemeentelijk monument.

## Geschiedenis
De oorspronkelijke Harmonie werd in 1856 gebouwd, de oudbouw van het huidige pand is het resultaat van een verbouwing in 1889-'90. De grote concertzaal - in de vorm van een fin de siècle "schoenendoos" - had een wereldberoemde akoestiek. Huisorkest was de Groninger Orkest Vereniging met het Toonkunstkoor Bekker en "De Harmonie". Ook amateurgezelschappen, zoals studentenkoor- en orkest GSMG Bragi, waren regelmatig te gast. Het complex had ook een leeszaal, een conversatiezaal en een biljartzaal, waar de fameuze Groninger Biljart Club was gevestigd.
In 1941 werd de bovenverdieping door een brand beschadigd. Tot een echte renovatie is het nooit gekomen, maar het gebouw werd nog jarenlang voor klassieke en hedendaagse concerten gebruikt, alsmede voor sportevenementen, tentamens, (auto-)tentoonstellingen, biljartavonden en feesten. Vanwege achterstallig onderhoud besloot de Groninger gemeenteraad in 1973 tot sloop van het complex, onder groot protest van de burgerij. De voorgevel is door de Voorburgse architect Jo Kruger gerestaureerd (façadisme) en is nu het front van het in 1980 in gebruik genomen gebouw van de faculteiten Letteren en Rechtsgeleerdheid van de Rijksuniversiteit Groningen. De functie van concertzaal is overgenomen door cultureel centrum De Oosterpoort. Bij het ontwerp daarvan is door onderzoeksinstituut TNO getracht de unieke akoestiek van De Harmonie zo goed mogelijk te kopiëren. Doordat het om een heel ander model zaal gaat, is dat niet gelukt.

## Kunst
- Aletta Jacobs, Theresia van der Pant, 1988. Voorplein[5]
- Non scholae, sed vitae discimus, wimpel van Marte Röling, 1999. Middenplein[6]
- Versus, Yland/Metz (Lilian van Opdorp/Jos Dijkstra), 2004. Onder de bogen van het voorgebouw[7]
- De twaalf gouden uilen van Pallas Athena, Wia van Dijk, 2006. Middenplein, op het timpaan aan de achterzijde van de voorgevel[8]

## Literatuur

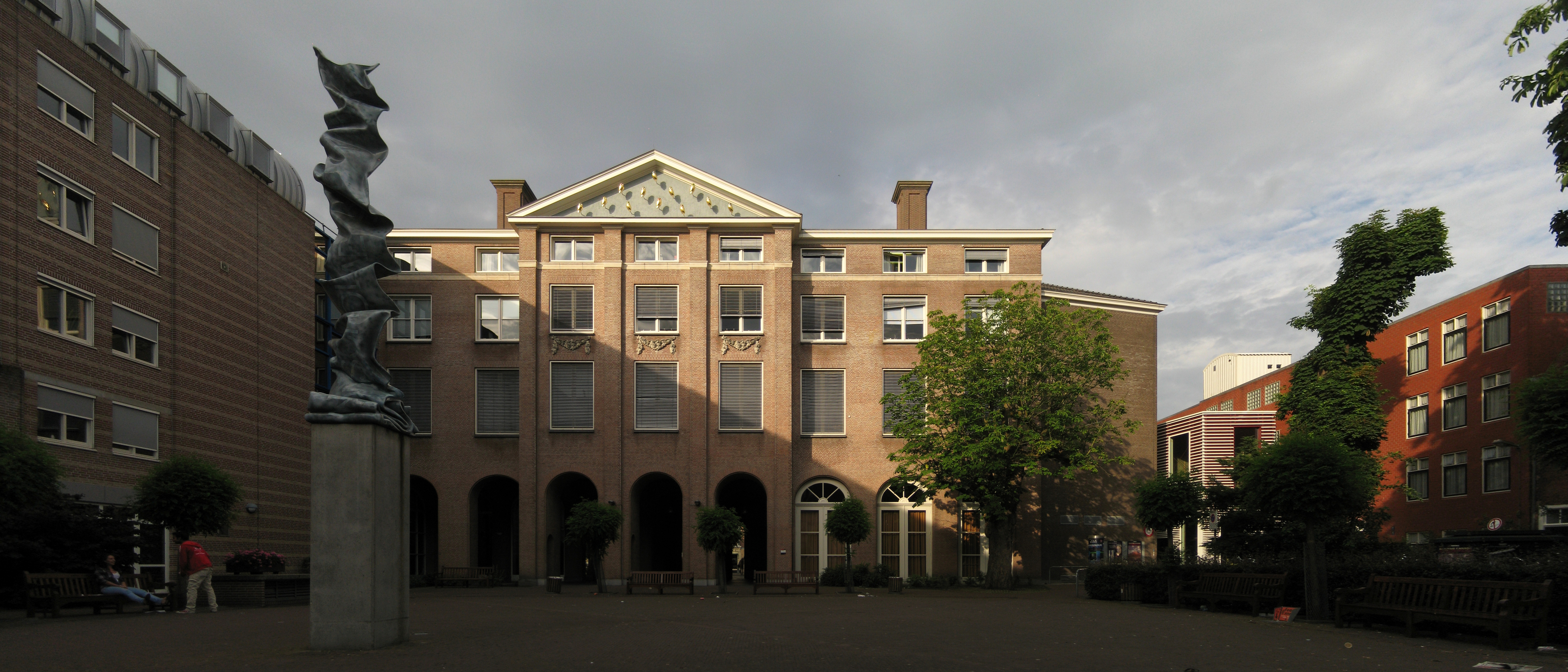
De achterzijde van de oudbouw, gezien vanaf het binnenplein (2012)
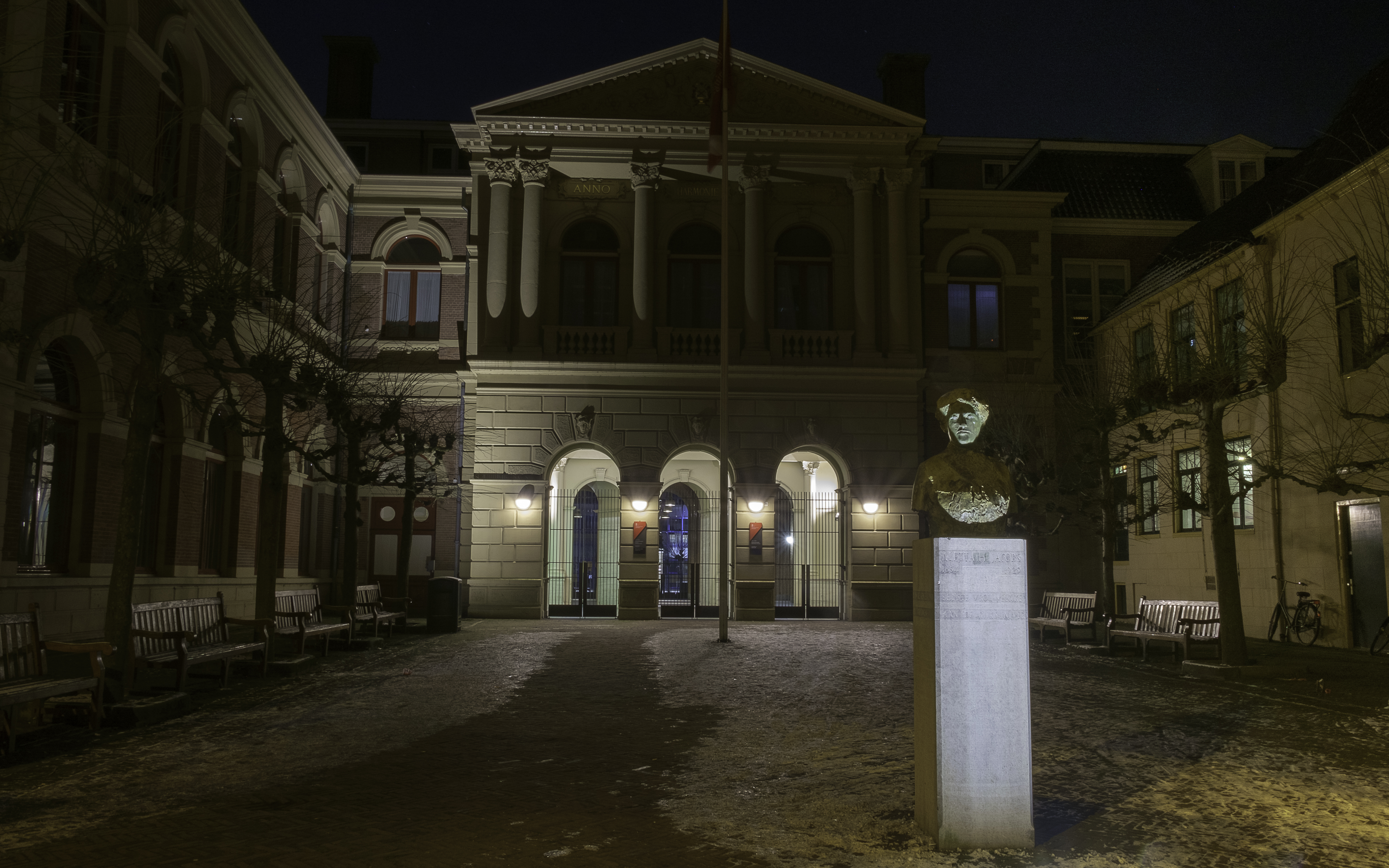
Harmoniegebouw bij avond (2016)